# Квемо-Ахалсопели
Квемо-Ахалсопели (груз. ქვემო ახალსოფელი) — село в Грузии, на территории Горийского муниципалитета края (мхаре) Шида-Картли.

## География
Село находится в центральной части Грузии, на левом берегу реки Бершула (бассейн Меджуды), на расстоянии приблизительно 8 километров (по прямой) к северо-востоку от города Гори, административного центра муниципалитета. Абсолютная высота — 694 метра над уровнем моря.

## Население
По результатам официальной переписи населения 2014 года в Квемо-Ахалсопели проживал 655 человек (337 мужчин и 318 женщин). В национальной структуре населения грузины составляли 98,9 %, осетины — 0,6 %.
| Год  | Население, человек |
| ---- | ------------------ |
| 2002 | 744                |
| 2014 | ↘ 655              |